# فاينل لاب
فاينل لاب (بالإنجليزية: Final Lap)‏، هي لعبة فيديو يابانية من نوع سباق السيارات، صدرت اللعبة في الأسواق عام 1987، وهي من تطوير ونشر شركة نامكو، وتعمل على منصة نينتندو إنترتينمنت سيستم وصندوق الآركيد.